# Шарп, Ричард Боудлер
Ричард Боудлер Шарп (англ. Richard Bowdler Sharpe) — английский зоолог и орнитолог.

## Биография
Ричард Боудлер  Шарп родился в 1847 году в городе Лондоне. С раннего детства увлекался орнитологией. В шестнадцать лет поступил на службу в книжное издательство «Smith & Sons». 
В 1864 году он начал работу над книгой «Monograph of the Kingfishers» (1868—1871). В 1867 году по рекомендации Осберта Сэльвина и Филипа Склейтера он был назначен библиотекарем Зоологического общества Лондона. 
После смерти в 1872 году Джорджа Роберта Грея Шарп перешёл в Британский музей в качестве старшего ассистента при зоологическом отделении, а в 1895 году назначен помощником заведующего этим отделением. 
Ричард Боудлер  Шарп скончался в 1909 году от пневмонии.

## Труды
Работы Шарпа касались систематики и фаунистики птиц всего земного шара, и в этой области Шарп являлся чуть ли не первым знатоком в мире. Им же был составлен каталог громадной коллекции птиц Британского музея в 13 томах (Лондон, 1874-96) и целый ряд монографий отдельных семейств. Вот только некоторые из многочисленных ценных работ Шарпа:
- «A Monograph of the Alcedinidae, or family of Kingfishers» (Л., 1868-71);
- «The Hirundinidae of the Ethiopian region» («Proc. Lin. Soc. Lond.», 1870);
- «A History of the birds of Europe including all the Species inhabiting the Western Palaearctic Region» (8 тт., Л., 1871-81; этот капитальный труд начат Шарпом вместе с Дрессером; другие работы заставили Шарпа отказаться от дальнейшего сотрудничества, почему монография была закончена одним Дрессером по планам Шарпа);
- «A study of the Larks (Alaudidae) of southern Africa» («Proc. Lin. Soc. London», 1874);
- «Contribution to the Ornithology of Borneo» (4 части, «Ibis», 1876-79);
- «Contribution of the Ornithology of New Guinea» (6 част., «Proc. Lin. Soc. Lond.», 1878-79) и многие др.